# Liste der Kulturdenkmäler in Gemünd (Our)
In der Liste der Kulturdenkmäler in Gemünd sind alle Kulturdenkmäler der rheinland-pfälzischen Ortsgemeinde Gemünd aufgeführt. Grundlage ist die Denkmalliste des Landes Rheinland-Pfalz (Stand: 27. Juni 2022).

## Einzeldenkmäler
| Bezeichnung                            | Lage               | Baujahr         | Beschreibung | Bild                           |
| -------------------------------------- | ------------------ | --------------- | --- | ------------------------------ |
| Katholische Filialkirche St. Servatius | Dorfstraße Lage    | 16. Jahrhundert | kleiner Saalbau, Chorturm mit Zeltdach, 16. Jahrhundert oder älter | weitere Bilder Fotos hochladen |
| Wegekreuz                              | Dorfstraße Lage    | 1879            | hohes Sockelkreuz, bezeichnet 1879 | BW                             |
| Hofanlage                              | Dorfstraße 10 Lage | 1760            | Streckhof; ehemaliges Quereinhaus, bezeichnet 1838, Backhaus mit Altenteil, wohl ehemals bezeichnet 1760, heutiges Erscheinungsbild aus der ersten Hälfte des 19. Jahrhunderts | BW                             |
| Quereinhaus                            | Dorfstraße 25 Lage | 173[x]          | langgestrecktes Quereinhaus, bezeichnet 173[x], Stallscheune jünger | BW                             |